# أربعاء آيت عبد الله
أربعاء آيت عبد الله هي قرية أمازيغية مغربية وجماعة قروية وسط غربي المغرب. تنتمي أربعاء آيت عبد الله لإقليم سيدي إفني على الساحل الأطلسي. تضم هذه الجماعة القروية 3.921 نسمة (إحصاء 2004).